# نارسینگدی صدر
نارسینگدی صدر (به لاتین: Narsingdi Sadar) یک منطقهٔ مسکونی در بنگلادش است که در ناحیه نارسینگدی واقع شده‌است. نارسینگدی صدر ۲۱۳٫۴۴ کیلومتر مربع مساحت و ۲۵۱٬۳۳۵ نفر جمعیت دارد.